# Catherine Génisson
 (septembre 2019).
Si vous disposez d'ouvrages ou d'articles de référence ou si vous connaissez des sites web de qualité traitant du thème abordé ici, merci de compléter l'article en donnant les références utiles à sa vérifiabilité et en les liant à la section « Notes et références ».
Catherine Génisson est une femme politique française, médecin anesthésiste, née le 22 avril 1949 à Paris.

## Biographie
Elle est la fille de l'artiste peintre douaisien Claude Génisson. Elle suit des études de médecine à la faculté de Lille et s'installe ensuite au CH d'Arras comme médecin anesthésiste, chef du service des urgences.
Adhérente du  Parti Socialiste depuis 1979, elle est membre du Conseil National et du Bureau National.
Elle a été conseillère municipale d'Arras de 1983 à 1989, puis adjointe chargée des affaires culturelles de 1989 à 1995, avant de siéger comme conseillère municipale d’opposition de 1995 à sa démission en 2004, date de son entrée au conseil régional du Nord-Pas-de-Calais.
Elle est élue députée depuis juin 1997. Elle est membre du groupe socialiste et du groupe d'études sur le problème du Tibet de l'Assemblée nationale. Elle a été rapporteuse de l’Observatoire de la Parité du 1er octobre 1999 au 25 novembre 2002 et l’auteure d’un rapport au Premier ministre Lionel Jospin sur le thème « Femmes - Hommes Quelle égalité professionnelle ? » qui a débouché sur la loi du 9 mai 2001, à laquelle elle a donné son nom.
Élue au conseil régional en mars 2004, elle en est vice-présidente chargée de la Culture. En deuxième position sur la liste socialiste emmenée par Daniel Percheron, elle est réélue en mars 2010.
Elle est réélue députée le 17 juin 2007, pour la XIIIe législature (2007-2012), dans la 2e circonscription du Pas-de-Calais. Le 27 juin 2007, elle est élue vice-présidente de l'Assemblée Nationale.
En septembre 2011, elle devient sénatrice.
Proche de Martine Aubry, elle participe aux travaux du club Réformer, groupe de réflexion politique animé par celle-ci.

## Mandats
- 14/03/1983 - 12/03/1989 : membre du conseil municipal d'Arras (Pas-de-Calais)
- 20/03/1989 - 18/06/1995 : adjointe au maire d'Arras
- 18/06/1995 - 18/03/2001 : membre du conseil municipal d'Arras
- 19/03/2001 - 16/04/2004 : membre du conseil municipal d'Arras
- 01/06/1997 - 18/06/2002 : députée du Pas-de-Calais
- 19/06/2002 - 19/06/2007 : députée du Pas-de-Calais
- 20/06/2007 - 25/09/2011 : députée du Pas-de-Calais
- 28/06/2007 - 02/10/2008 : Vice-présidente de l'Assemblée Nationale
- 28/03/2004 - 13/12/2015 : conseillère régionale de Nord-Pas-de-Calais - Vice-présidente du Conseil régional
- 25/09/2011 - 01/10/2017 : sénatrice du Pas-de-Calais (Nord-Pas-de-Calais)
- depuis le 25/05/2020 : membre du conseil municipal d'Arras